# Watch Dogs
Watch Dogs (stavat som WATCH_DOGS) är ett actionäventyrsspel utvecklat av Ubisoft Montreal och publiceras av Ubisoft. Det gavs ut över hela världen den 27 maj 2014 till Microsoft Windows, Playstation 3, Playstation 4, Xbox 360 och Xbox One. En Wii U-version av spelet släpptes under det fjärde kvartalet 2014.

## Handling
Spelet utspelar sig i Chicago i USA, som styrs genom ett datorsystem kallat CTOs utvecklat av Blume Corporation. Spelaren tar rollen som Aiden Pearce, en mycket skicklig hackare som kan hacka sig in i CTO:s och ges tillgång till stadens olika elektroniska system, antingen för att skaffa och kontrollera information eller för att interagera med dessa för att skydda sig själv eller bekämpa fiender.
Efter att Aiden Pearces systerdotter Lena Pearce blir mördad så hämnas han på alla som var inblandade med hjälp av CTO:s datorsystem.
Spelaren kan ta sig runt om i staden med hjälp av tåg, bilar & båtar. Det finns även möjlighet till så kallade "snabbresor" med tåg till andra järnvägsstationer och för att komma till sina gömställen. Detta är dock inte tillgängligt under uppdrag eller  polisjakter.

## Sido-uppdrag
Man kan som spelare antingen välja att följa huvuduppdragen eller gå runt och utforska staden samt göra sido-uppdrag som poker eller att slå vad i bl.a. dryckesspel.